# Хогезанд
Хогезанд (на нидерландски: Hoogezand) е селище в североизточна Нидерландия, част от общината Хогезанд-Сапемер в провинция Гронинген. Населението на общината е 28 615 души (2011 г.).
Намира се на 15 km югоизточно от град Гронинген. Основано е през 1618 година при строителството на канала Винсхотердийп. Първоначално жителите му произвеждат торфени брикети, а днес е известно с корабостроенето.